# Kerk van Filipstad
De kerk van Filipstad staat in de Zweedse stad Filipstad. De kerk staat centraal in de stad aan het meer Daglösen. De stenen kerk werd geopend in 1785 en verving een tijdelijke kerk nadat de vorige kerk was afgebrand bij een stadsbrand in 1775.

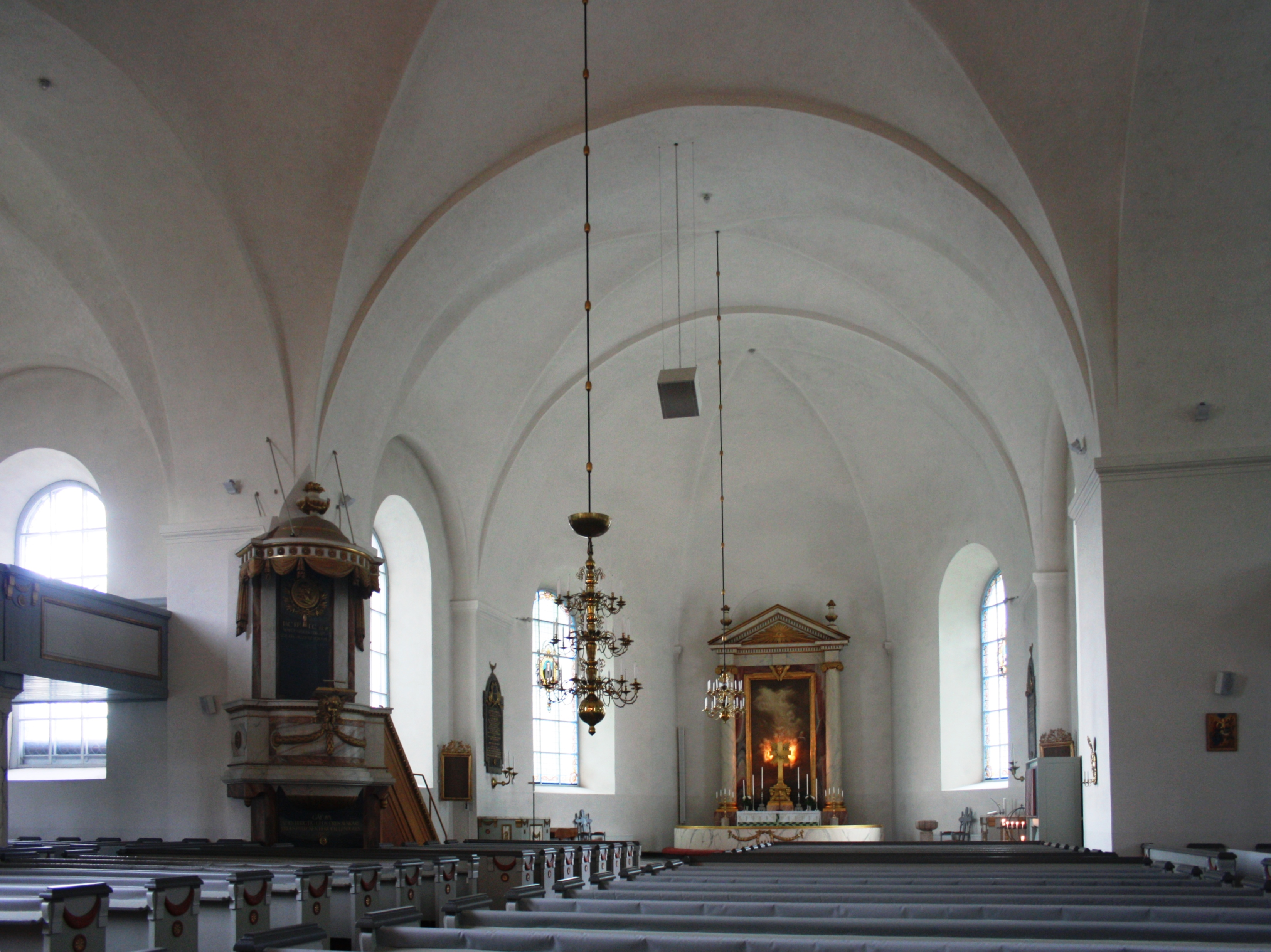
Het interieur van de kerk

Brattfors · Filipstad · Gåsborn · Nykroppa · Lesjöfors · Nordmark · Rämmen